# Hiiustadion
Het Hiiustadion is een voetbalstadion in de Estse stad Tallinn. In het stadion speelt Nõmme JK Kalju haar thuiswedstrijden. Het stadion biedt plaats aan 650 toeschouwers.